# Коваленко Олександр Андрійович
Олекса́ндр Андрі́йович Ковале́нко (нар. 1909 — пом. 1984) — радянський військовий льотчик-винищувач часів Другої світової війни, командир 2-ї ескадрильї 2-го гвардійського винищувального авіаційного полку ВПС Північного флоту, гвардії капітан. Герой Радянського Союзу (1942).

## Життєпис
Народився 7 лютого 1909 року в місті Києві в родині робітника. Українець. У роки громадянської війни залишився сиротою. Здобув неповну середню освіту. Працював склодувом на київському скляному заводі «Червона Гута». Член ВКП(б) з 1932 року.
У червні 1932 року за партійним набором вступив до лав РСЧА. У 1933 році закінчив Першу військову школу льотчиків імені О. Ф. М'ясникова (Кача). Проходив військову службу в частинах ВПС Білоруського військового округу: пілот штурмової ескадрильї 252-ї авіаційної бригади, з липня 1935 року — інструктор-льотчик 40-ї авіаційної бригади, з серпня 1938 року — командир ланки 15-го винищувального авіаційного полку 70-ї авіаційної бригади.
У 1939 році брав участь у радянському вторгненні до Польщі, у 1939—1940 роках — в радянсько-фінській війні.
З березня 1940 року — командир ланки 72-го змішаного авіаційного полку ВПС Північного флоту. У червні 1941 року призначений заступником командира ескадрильї того ж полку.
Учасник німецько-радянської війни з червня 1941 року. З жовтня 1941 року — командир ескадрильї 72-го зап. Літав на винищувачах І-16, «Харрікейн», «Кіттіхоук», «Аерокобра».
До початку травня 1942 року гвардії капітан О. А. Коваленко здійснив 146 бойових вильотів, провів 22 повітряних бої, у яких збив особисто 8 літаків супротивника. Всього ж за роки війни здійснив 207 бойових вильотів, провів 38 повітряних боїв, збив особисто 13 й у складі групи — 6 літаків супротивника.
У січні 1943 року за станом здоров'я був усунутий від льотної роботи. Навчався на Вищих курсах командного складу ВПС ВМФ, після закінчення яких у січні 1944 року призначений помічником командира 3-го навчального авіаційного полку з льотної підготовки і повітряного бою ВПС Північного флоту.
У 1945 році підполковник О. А. Коваленко, як інвалід 2-ї групи, за станом здоров'я звільнений у запас. Мешкав у Москві, де й помер 21 червня 1984 року. Похований на Кунцевському кладовищі.

## Нагороди
Указом Президії Верховної Ради СРСР від 14 червня 1942 року, гвардії капітанові Коваленку Олександру Андрійовичу присвоєне звання Героя Радянського Союзу з врученням ордена Леніна і медалі «Золота Зірка» (№ 866).
Нагороджений також двома орденами Червоного Прапора (08.09.1941, 13.02.1942), орденом Вітчизняної війни 1-го ступеня, медалями і британським хрестом «За видатні льотні заслуги» (18.03.1942).